# Cullera
Cullera – gmina w Hiszpanii, w prowincji Walencja, we wspólnocie autonomicznej Walencja, o powierzchni 53,82 km². W 2011 roku liczyła 22 736 mieszkańców.

## Współpraca
- Le Bourget, Francja
- Ouroux-en-Morvan, Francja
- Jever, Niemcy
- Syktywkar, Rosja